# منطقة هاوراه
هاوراه رمزها «HR» (بالإنجليزية: Howrah)‏ ، هو تقسيم إداري لدولة الهند تتبع ولاية البنغال الغربية (بالإنجليزية: West  Bengal)‏ ، مركزها هو مدينة هاوراه (بالإنجليزية: Howrah)‏ عدد سكانها حسب تعداد سنة 2001 هو 4,274,010 ، مساحتها 1,467 كم² وكثافة السكان 2,913 لكل كم² .